# Долу
Долу (рум. Dolu) — село у повіті Селаж в Румунії. Входить до складу комуни Зімбор.
Село розташоване на відстані 355 км на північний захід від Бухареста, 30 км на південний схід від Залеу, 31 км на північний захід від Клуж-Напоки.

## Населення
За даними перепису населення 2002 року у селі проживали 130 осіб, з них 127 осіб (97,7%) румунів. Рідною мовою 127 осіб (97,7%) назвали румунську.